# Козка, Иван Федосеевич
Иван Федосеевич Козка (01.07.1918, Донецкая область — 14.07.1995) — командир отделения 8-го отдельного гвардейского воздушно-десантного саперного батальона гвардии младший сержант — на момент представления к награждению орденом Славы 1-й степени.

## Биография
Родился 1 июля 1918 года селе Дмитровка Машевского района Полтавской области. Украинец. Окончил 5 классов. С 1930 года жил на железнодорожной станции Ясиноватая Донецкой области, работал составителем поездов. Затем работал шахтером на руднике Буроза под Макеевкой.
В 1938 году был призван в Красную Армию. В боях Великой Отечественной войны с июня 1941 года. К весне 1944 года гвардии красноармеец Козка сапер 8-го отдельного гвардейского воздушно-десантного саперного батальона 2-й гвардейской воздушно-десантной дивизии. Особо отличился в боях за освобождение Западной Украины.
25 мая 1944 года в бою в районе поселка Яблонов гвардии красноармеец Козка заменил выбывшего из строя командира отделения и установил вместе с бойцами перед передним краем нашей обороны 250 противопехотных мин.
Приказом от 17 июня 1944 года гвардии красноармеец Козка Иван Федосеевич награждён орденом Славы 3-й степени.
25 июня 1944 года в районе города Косов уже командир отделения того же батальона Козка с группой саперов проделал несколько проходов в минных и проволочных заграждениях противника, снял 35 мин. В бою за безымянную высоту первым поднялся в атаку, ворвался в траншею врага, истребил несколько противников, заминировал подступы к занятому рубежу.
Приказом от 18 июля 1944 года гвардии красноармеец Козка Иван Федосеевич награждён орденом Славы 2-й степени.
4 августа 1944 года в районе города Косов гвардии младший сержант Козка, выявив вражеское минное поле, снял с отделением 145 противопехотных мин, проделал 4 прохода. В ходе наступления группа саперов, возглавляемая Иваном Козкой, разминировала 7 мостов, обезвредил 16 фугасов на дорогах и до 300 мин, взял в плен 12 солдат.
Указом Президиума Верховного Совета СССР от 24 марта 1945 года за мужество, отвагу и героизм, гвардии младший сержант Козка Иван Федосеевич награждён орденом Славы 1-й степени. Стал полным кавалером ордена Славы.
В 1945 году старшина Козка был демобилизован. Вернулся на родину. Жил в селе Лысовка Новосанжарского района Полтавской области. Член ВКП/КПСС с 1948 года.
Работал в колхозе. Скончался 14 июля 1995 года.
Награждён орденами Октябрьской Революции, Отечественной войны 1-й степени, Славы 3-х степеней, медалями.